# Radoslav-Evangeliar

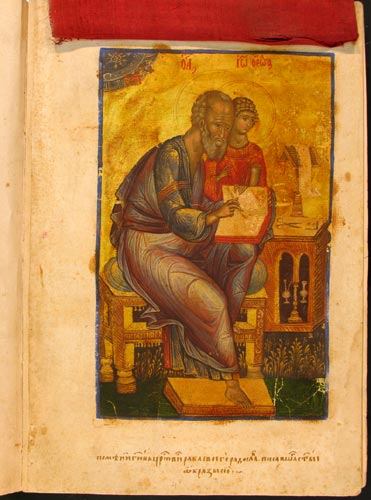
Evangelist Johannes mit der Personifizierung der Heiligen Weisheit

Das Radoslav-Evangeliar (serbisch: Radoslavljevo jevanđelje, auch Leningrader Serbisches Tetraevangeliar) ist eine illustrierte Handschrift in kirchenslawischer Sprache in kyrillischer Schrift. Sie wurde 1429 von Radoslav, einem serbischen Buchmaler aus Dalsa, angefertigt. Die Handschrift ist in Fragmenten erhalten und enthielt ursprünglich den Text der vier Evangelien des Neuen Testaments. Einige Miniaturen sind erhalten, darunter die Darstellung der vier Evangelisten. Die Handschrift befindet sich heute in der Russischen Nationalbibliothek in St. Petersburg.

## Geschichte
Das Radoslav-Evangelium wurde vom Kardinal Bessarion (ca. 1403–1472) in Auftrag gegeben und in Serbien 1429 kopiert. Von den ursprünglich 300 Blättern sind noch zwölf erhalten. Nach einer Notiz auf Folio 12r wurde das Buch im 16. Jahrhundert dem Athos-Kloster Agiou Pavlou übergeben. Während seines Besuchs des Klosters im Oktober 1845 entnahm der Bischof Porfirii Uspenskii (1804–1885) die zwölf seiner Meinung nach wertvollsten Blätter und gab sie in seine Kollektion zur russischen Nationalbibliothek. Die im Kloster verbliebenen Seiten sind heute verloren.
Die Miniaturen der Evangelisten sind von Radoslav ausgeführt, der sich auf dem Blatt mit dem Porträt des heiligen Johannes mit Gold verewigt hat. Jeder der Evangelisten wird von einer weiblichen Personifikation der heiligen Weisheit begleitet.

## Kunsthistorische Bedeutung
Die vier Miniaturen des Radoslav-Evangeliums ähneln einem der Hauptwerke der Freskenmalerei der Morava-Schule, den Fresken des Klosters Kalenić derart, dass die Mitwirkung von Radoslav und seiner Gehilfen bei der Ausmalung der Kirche angenommen wird.